# Jakob Thoustrup
Jakob Thoustrup (født 15. juni 1981 i Holstebro) er en dansk håndboldspiller, der spiller for Håndbold Mejrup/Hvam. Han har tidligere spillet i den danske liga for Fredericia HK, Århus Håndbold og Team Tvis Holstebro, og kort tid i tyske SG Flensburg-Handewitt. Hans speciale ligger i forsvarsspillet.
Thoustrup spillede i sine ungdomsår på de danske ungdomslandshold. Han har ikke opnået nogen A-holds landskampe endnu.
Jakob Thoustrup vendte i sæsonen 2012/2013 tilbage til Team Tvis Holstebro. Som barn spillede Jakob for Tvis KFUM.

## Eksterne links
- Jakob Thoustrup's profil (Webside ikke længere tilgængelig) på Århus Håndbolds hjemmeside